# Các chi nhánh của Islam
Hồi giáo (tiếng Ả Rập: al-Islam  ال اسلام) là tôn giáo lớn thứ hai thế giới với hơn 2 tỷ tín đồ phân bố rộng khắp nơi trên thế giới (số liệu 2015) . Tùy theo điều kiện lịch sử, quan điểm học thuật, quan điểm triết học, thần học,luật pháp, chính trị và văn hóa của từng khu vực mà Hồi giáo được phân chia thành nhiều phân nhánh khác nhau
Hầu hết người theo đạo Hồi thuộc hai dòng, Sunni (75–90%), hoặc Shia (10–20%). Có khoảng 13% người theo đạo Hồi sống ở Indonesia, cộng đồng quốc gia Hồi giáo lớn nhất chiếm 25% ở Nam Á, 20% Trung Đông, và 15% ở hạ Sahara. Một số cộng đồng khác ở Châu Âu, Trung Quốc, Nga, và châu Mỹ. Các cộng đồng di dân và chuyển đạo cũng có ở nhiều nơi trên thế giới cũng như các biến thể về văn hóa tạo ra những đặc trưng nhất định của Hồi giáo.